# Bibbulmunwandelpad

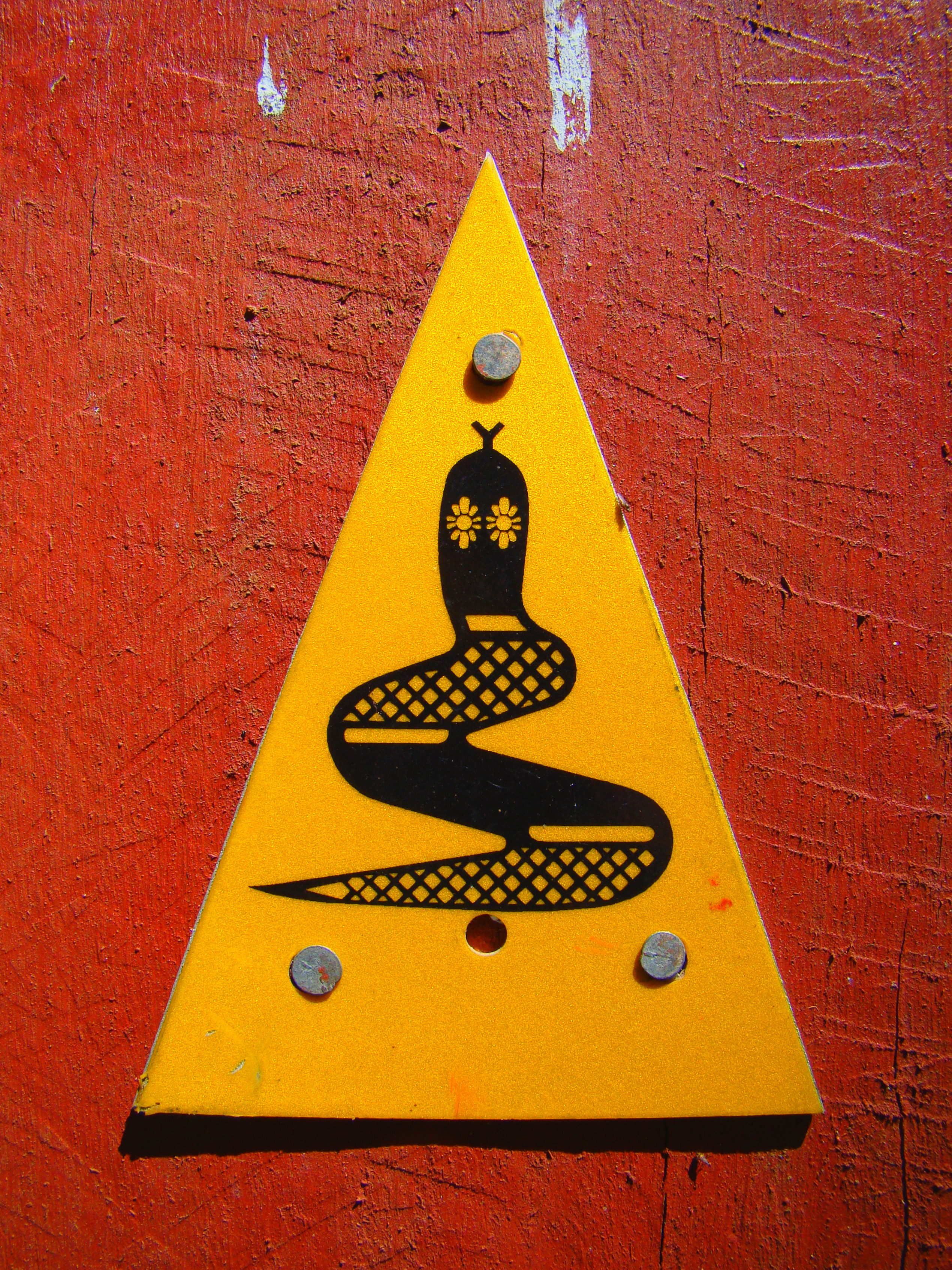
Bibbulmun bewegwijzering

Het Bibbulmunwandelpad is een langeafstandswandelpad in West-Australië. Het loopt van Kalamunda, ten oosten van Perth, naar Albany en is 1003,1 kilometer lang.
Het wordt beheerd door overheidsinstanties en vrijwilligers die zich hebben verenigd in een stichting, de Bibbulmun Track Foundation.
Het pad doorkruist de Darling Range en is genoemd naar de Bibbulmun, een groep oorspronkelijke bewoners van de regio South West.

## Geschiedenis
Het wandelpad diende tweemaal verlegd te worden omdat het door bos liep dat bedreigd werd door bosbouw, bauxietmijnbouw of wortelrot. De ontwikkeling van het pad werd voorgesteld in 1972. De groepen die het pad voorstelden en deelnamen aan het plannen en ontwikkelen ervan, in samenwerking met het toenmalige Forests Department of Western Australia, waren:
- Perth Bushwalkers
- Western Walking Club
- Youth Hostels Association
- Scout Association of Australia (W.A. Division)
- The Speleological Research Group of W.A.

Het pad werd in 1979 geopend, maar pas in 1998 met de derde en laatste aanpassing en uitbreiding werd het pad volledig tot Albany doorgetrokken. Slechts 10% van het uiteindelijk wandelpad komt overeen met het oorspronkelijke plan. Op het pad zijn slechts wandelaars toegestaan. Voertuigen op wielen zijn er niet toegestaan. Sinds april 2013 is er een parallelle langeafstandsfietsroute, de Munda Biddi Trail, die meestal ten westen van het wandelpad loopt en ook eindigt in Albany.

## Verloop

Kaart van het Bibbulmunwandelpad

Het pad bestaat uit 58 trajecten en wordt bewegwijzerd door middel van driehoekige bordjes met daarop de afbeelding van een Wagyl. De Wagyl of regenboogslang is een schepsel uit de droomtijd, een veelvoorkomende godheid binnen de Noongarcultuur. Elk traject komt ongeveer overeen met een dagmars, uitgezonderd de meest noordelijke 150 kilometer waar de trajecten uit halve dagmarsen  bestaan. Op het einde van elk traject is er een dorpje of een speciaal gebouwde kampplaats. Elke kampplaats bestaat uit een open blokhut, een regenton, een hudo, picknicktafels en plaats voor tenten. In het noordelijk deel zijn er op sommige kampplaatsen barbecueplaatsen aanwezig. Op de zuidelijke trajecten zijn open vuren echter verboden.
Het Bibbulmunwandelpad loopt grotendeels door natuurparken, staatsbos en andere reservaten en slechts af en toe over landbouwgrond. De eerste helft van het langeafstandswandelpand loopt door de jarrahbossen van de Darling Range. Daarna slingert het door vlakkere bossen met hogere karribomen om vervolgens in de omgeving van Walpole de kustlijn te bereiken. De rest van het wandelpad loopt door kustbossen en struikgewas langs de zuidkust en af en toe over zanderige stranden.
De dorpen waar het pad langs of doorheen loopt zijn: Denmark, Walpole, Northcliffe, Pemberton, Balingup, Collie en Dwellingup.
De hoogtepunten van het wandelpad zijn:
- Mundaring Weir
- de Monadnockregio en Mount Cooke
- de vallei van de Murray
- de karribossen tussen de Donnelly en Denmark
- de tinglebossen nabij Walpole
- het kustlandschap langs de zuidkust
- wilde bloemen, vogels en andere fauna en flora uit het zuidwesten van Australië
- zeezoogdieren langs de zuidkust, zoals zeehonden, dolfijnen en walvissen

Het Bibbulmunwandelpad wordt onderhouden door de Western Australian Parks and Wildlife Service en de Bibbulmun Track Foundation, een non-profitorganisatie. Die laatste werd opgericht met als doel de eerst genoemde te ondersteunen bij het beheer, het onderhoud en de marketing om te verzekeren dat het "een langeafstandswandelpad van internationale allure en kwaliteit" blijft. De stichting verkoopt wandelgidsen, biedt reisplanning en advies aan, verhuurt materiaal en geeft cursussen oriëntatie en kampkoken.
De meeste mensen kiezen ervoor om slechts delen van het pad, in één of enkele dagen per keer, te wandelen. Geharde wandelaars wandelen het pad van begin tot einde en doen er meestal tussen de 6 en 8 weken over maar het werd ook al in minder dan 12 dagen gedaan. De populairste periode onder de wandelaars is tijdens het wildebloemenseizoen van september tot november. Men wandelt dan van het noorden naar het zuiden omdat de bloemen later bloeien in het zuiden. In de zomer kan het verschrikkelijk warm worden en is water, behalve in de watertanks aan de kampplaatsen, moeilijk te vinden. 's Winters regent het soms, vooral in het zuiden, maar men wandelt toch van maart tot december. 's Zomers, van december tot maart, wordt ten stelligste afgeraden te wandelen op grote delen van het Bibbulmunwandelpad vanwege het gevaar op uitslaande bosbranden.